# Sicherheitsakademie
Die österreichische Sicherheitsakademie (SIAK) ist die 2003 gegründete Bildungs- und Forschungseinrichtung des Bundesministeriums für Inneres. Die gesetzliche Grundlage für die Einrichtung der SIAK ist § 11 des Sicherheitspolizeigesetzes (SPG). Darin ist auch das Aufgabengebiet der SIAK festgelegt. Die SIAK ist nach der Geschäftseinteilung des Bundesministeriums für Inneres eine Abteilung in der Sektion I (Präsidium) und wird von Direktor Norbert Leitner seit 2003 geleitet.

## Aufgaben
Die Sicherheitsakademie sorgt für die dienstliche Ausbildung der ca. 33.000 Bediensteten des Innenressorts. Unter Ausbildung ist sowohl die Grundausbildung der Polizei- und Verwaltungsbediensteten als auch deren berufsbegleitende Fortbildung zu verstehen. Die Koordinierung und Evaluierung von Forschungsprojekten, die für das Innenressort relevant sind, zählen ebenfalls zu den Kernaufgaben der SIAK. Aufgabe der SIAK ist auch die internationale Zusammenarbeit im Bereich der polizeilichen Ausbildung. Die SIAK ist Mitglied der EU-Agentur „Europäische Polizeiakademie“ CEPOL und fördert die bi- und multilaterale Kooperation durch zahlreiche Bildungsaktivitäten. Das zentrale Koordinationsbüro der „Mitteleuropäischen Polizeiakademie“ MEPA und das Generalsekretariat der „Vereinigung europäischer Polizeiakademien“ („Association of European Police Colleges“, AEPC) sind ebenfalls in der SIAK angesiedelt und so werden sämtliche internationale Aktivitäten von Wien aus gesteuert und koordiniert. Norbert Leitner ist seit April 2016 auch Präsident der AEPC.

## Aufbau
Die SIAK ist als Abteilung I/A/5 eine Organisationseinheit der Sektion I (Präsidium) des Bundesministeriums für Inneres und gliedert sich in:
- Zentrum für Ressourcensteuerung und Unternehmensqualität
- Zentrum für Grundausbildung
- Zentrum für Fortbildung
- Zentrum für internationale Angelegenheiten
- Institut für Wissenschaft und Forschung
- Bildungszentren
  - Bildungszentrum der Sicherheitsakademie Absam
  - Bildungszentrum der Sicherheitsakademie Eisenstadt
  - Bildungszentrum der Sicherheitsakademie Feldkirch
  - Bildungszentrum der Sicherheitsakademie Graz
  - Bildungszentrum der Sicherheitsakademie Salzburg
  - Bildungszentrum der Sicherheitsakademie Krumpendorf
  - Bildungszentrum der Sicherheitsakademie Linz
  - Bildungszentrum der Sicherheitsakademie St. Pölten
  - Bildungszentrum der Sicherheitsakademie Traiskirchen
  - Bildungszentrum der Sicherheitsexekutive Wels
  - Bildungszentrum der Sicherheitsakademie Wien
  - Bildungszentrum der Sicherheitsakademie Ybbs

Für die SIAK ist auch ein aus zehn Mitgliedern bestehender Beirat eingerichtet, der den Bundesminister für Inneres und den Direktor der SIAK in allen Angelegenheiten der SIAK beraten soll. Nähere Bestimmungen über die Zusammensetzung, die Aufgaben und die Geschäftsführung sind in der Sicherheitsakademiebeirat-Verordnung geregelt. Sitz der Sicherheitsakademie ist die Marokkanerkaserne in Wien-Landstraße.

## Ausbildung
siehe auch Hauptartikel Polizeiausbildung in Österreich

### Polizeiausbildung
Am Beginn jeder Polizeikarriere steht die Polizeigrundausbildung in einem der zehn Bildungszentren der Sicherheitsakademie (BZS). Sie dauert 24 Monate und schließt mit einer Dienstprüfung und der Verleihung des Dienstgrades Inspektor bzw. Inspektorin ab.
Nach einigen Jahren Dienst in einer Polizeiinspektion besteht die Möglichkeit, eine weitere berufsbegleitende Grundausbildung (der Verwendungsgruppe E2a bzw. für „dienstführende Beamte“) für das Basismanagement zu absolvieren. Diese Grundausbildung schließt mit einer Dienstprüfung ab und befähigt beispielsweise zu polizeilichen Leitungsaufgaben in einer Polizeiinspektion.
Für Polizeibedienstete mit Matura besteht die Möglichkeit, sich für die Ausbildung zum Polizeioffizier zu bewerben. Die Offiziersausbildung wird in Form des Fachhochschulstudiums „Polizeiliche Führung“ in Kooperation mit der Fachhochschule Wiener Neustadt durchgeführt. Diese schließt mit dem akademischen Grad „Bachelor of Arts in Police Leadership“ ab und ist die Voraussetzung, um zum Polizeioffizier ernannt zu werden. Polizeioffiziere leiten größere Dienststellen, etwa ein Bezirkspolizeikommando.

### Verwaltungsdienst
Die Grundausbildung für die Bediensteten des „Allgemeinen Verwaltungsdienstes“ ist modular aufgebaut und auf die jeweiligen Arbeitsplatzanforderungen abgestimmt (A1/v1 – A4/v4). Mitarbeiter der Verwendungs-/Entlohnungsgruppe A1/v1 sind in einer akademischen Laufbahn; für Bedienstete der Verwendungs-/Entlohnungsgruppe A2/v2 ist eine Reifeprüfung Voraussetzung.

### Akademische Laufbahn
Bedienstete des Bundesministeriums für Inneres, die einen Bachelor-Abschluss erworben oder ein vollwertiges Universitäts- oder Fachhochschulstudium absolviert haben, können sich für den Masterstudiengang „Strategisches Sicherheitsmanagement“ bewerben. Dieser wird ebenfalls von der Fachhochschule Wiener Neustadt in Kooperation mit der SIAK angeboten.
Das FH-Masterstudium „Strategisches Sicherheitsmanagement“ ist eine wissenschaftlich fundierte Führungsausbildung für Top-Funktionen im Sicherheitsbereich. Die Absolventen qualifizieren sich für die strategische Führungsebene.

## Bildungszentren
Für die Aus- und Fortbildung der Polizisten sind zwölf „Bildungszentren der Sicherheitsakademie“ (BZS) eingerichtet, deren Tätigkeiten von der SIAK gesteuert werden:
- das BZS Absam
- das BZS Eisenstadt
- das BZS Feldkirch
- das BZS Graz
- das BZS Krumpendorf am Wörthersee
- das BZS Linz
- das BZS Salzburg
- das BZS St. Pölten
- das BZS Traiskirchen
- das BZS Wels
- das BZS Wien
- das BZS Ybbs an der Donau

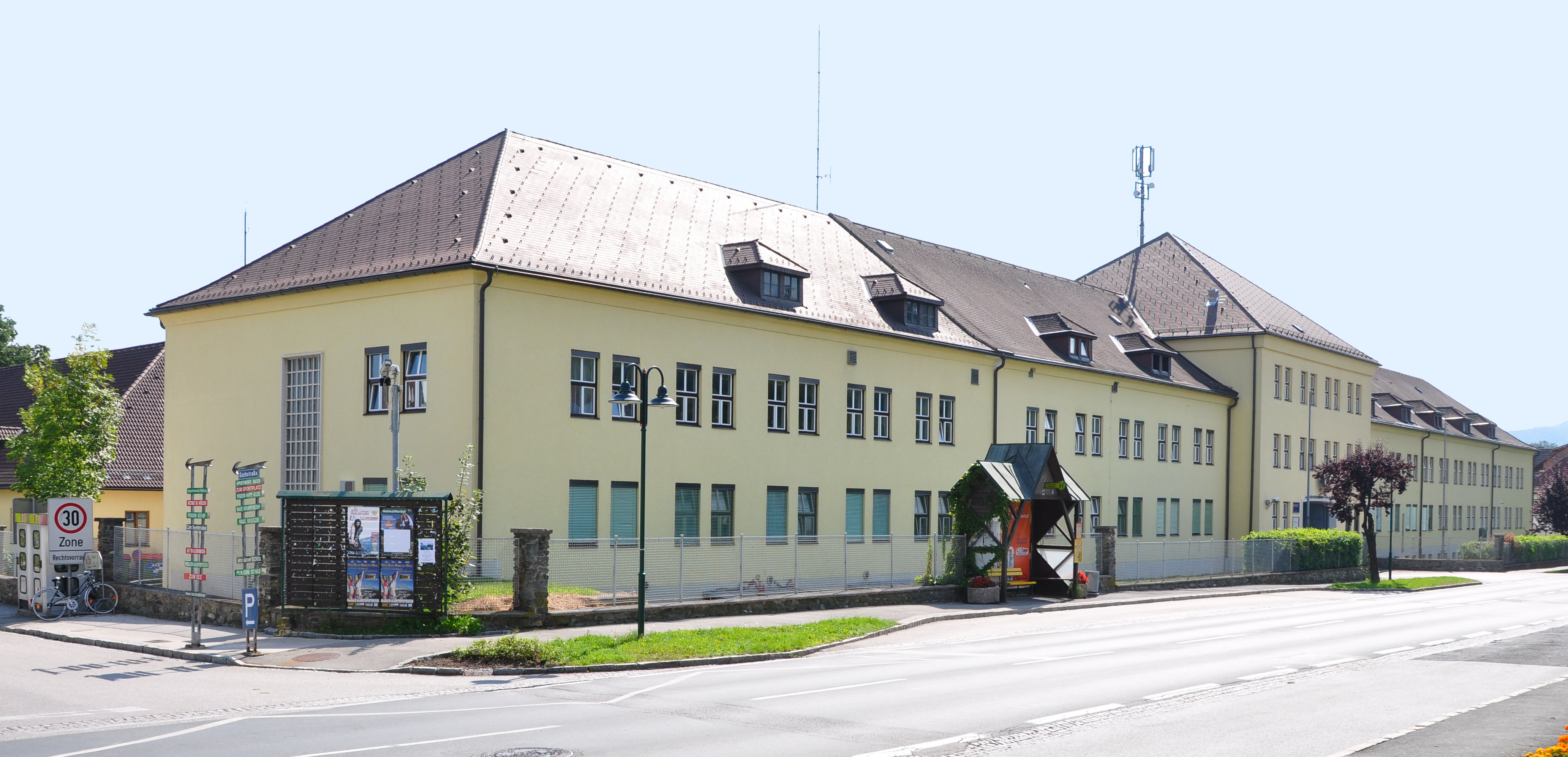
BZS Krumpendorf am Wörthersee
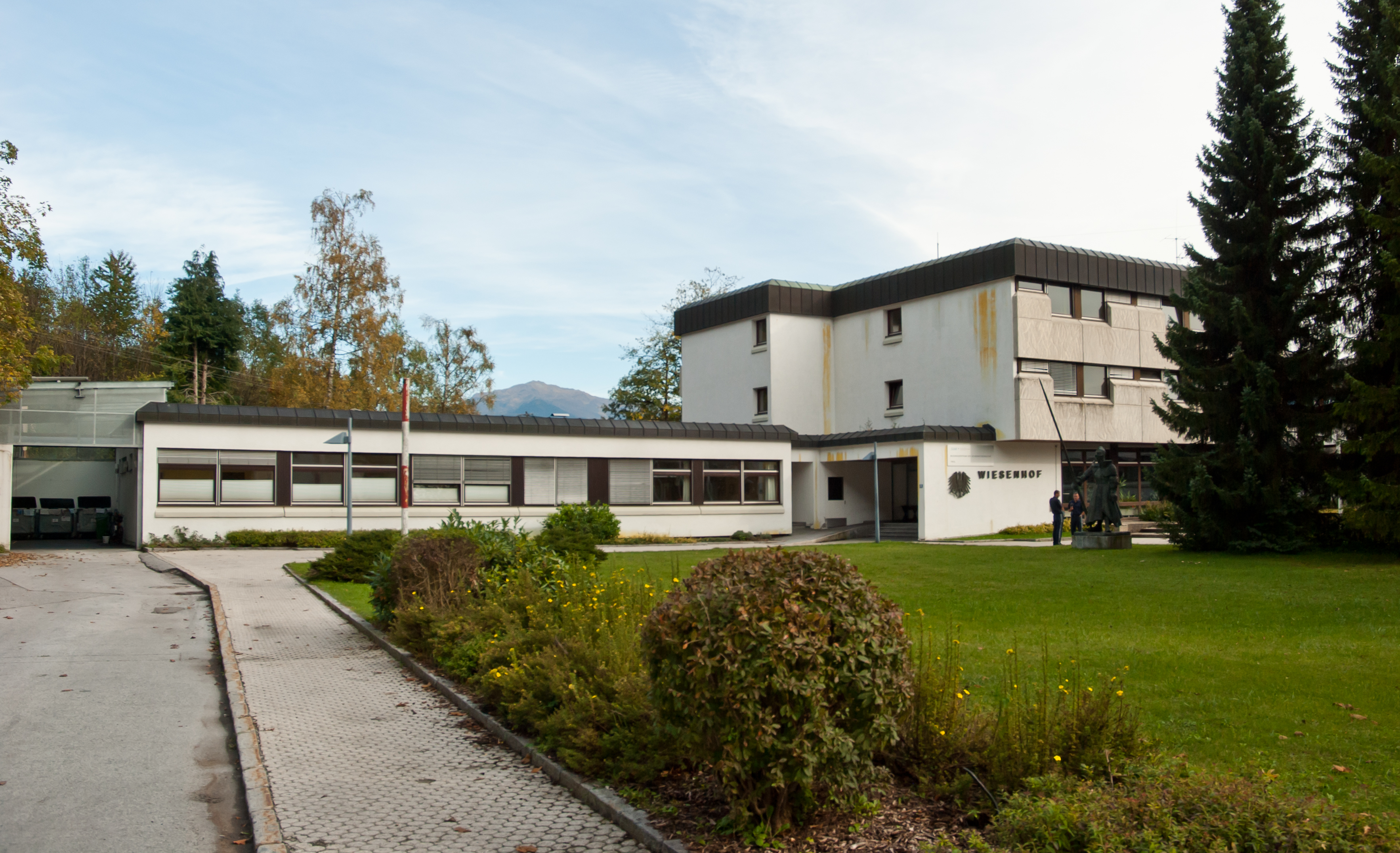
BZS Absam
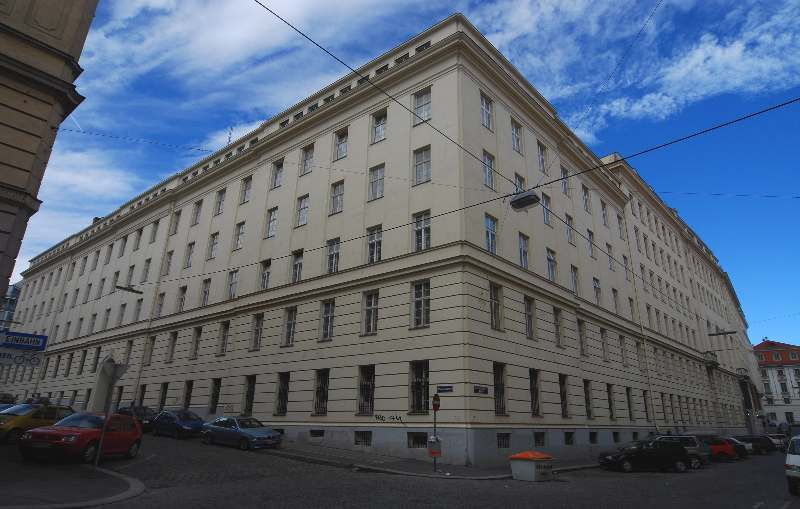
BZS Wien in der Marokkanerkaserne
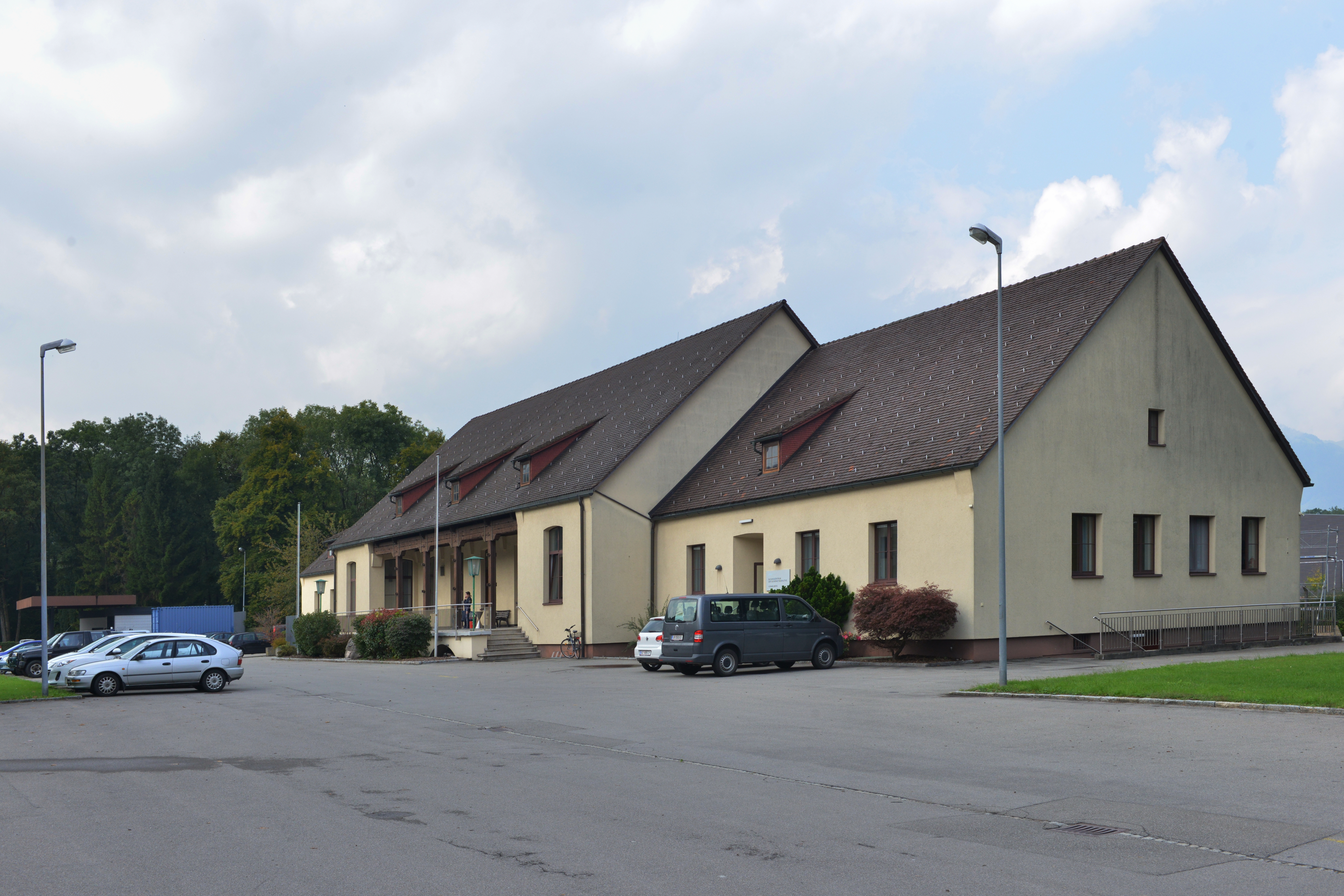
BZS Feldkirch